# Bisdom Alba
Het bisdom Alba (Latijn: Dioecesis Albae Pompeiensis; Italiaans: Diocesi di Alba) is een in Italië gelegen rooms-katholiek bisdom met zetel in de stad Alba in de provincie Cuneo. Het bisdom behoort tot de kerkprovincie Turijn, en is, samen met de bisdommen Acqui, Aosta, Asti, Cuneo, Fossano, Ivrea, Mondovì, Pinerolo, Saluzzo en Susa suffragaan aan het aartsbisdom Turijn.

## Geschiedenis
Het bisdom Alba werd opgericht in de 4e eeuw. In 1803 werd het bisdom opgeheven en het grondgebied werd toegevoegd aan het bisdom Asti. Op 17 Juli 1817 werd het bisdom opnieuw opgericht door paus Pius VII met de apostolische constitutie Beati Petri.

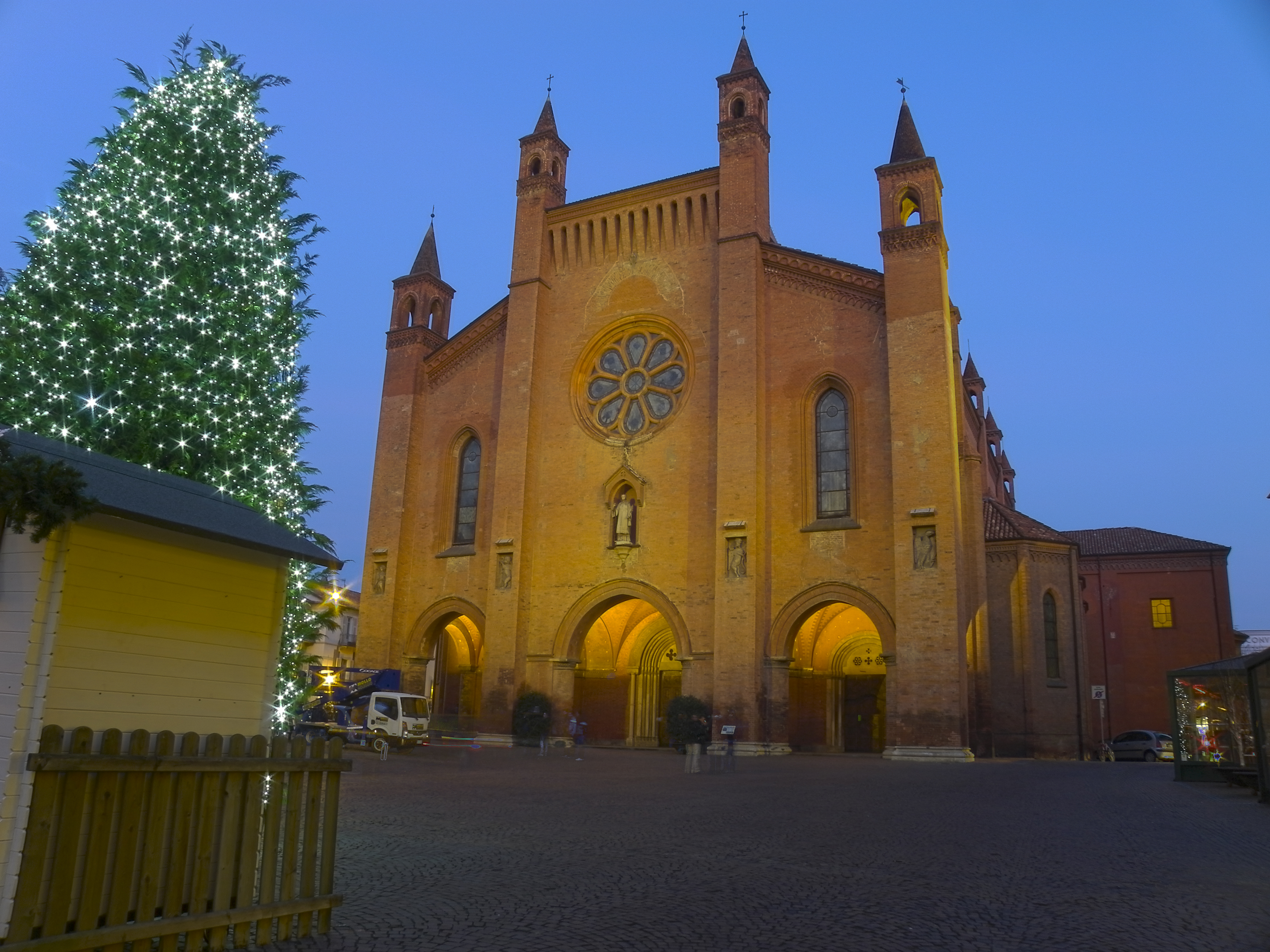
San Lorenzo-kathedraal van Alba